# Envie
Envie é uma comuna italiana da região do Piemonte, província de Cuneo, com cerca de 1.887 habitantes. Estende-se por uma área de 25 km², tendo uma densidade populacional de 75 hab/km². Faz fronteira com Barge, Revello, Rifreddo, Sanfront. Todas as estatísticas e outras informações: Istituto Nazionale di Statistica Istat.

## Referência
1. 1 2  «Statistiche demografiche ISTAT» (em italiano). Dato istat
2. 1 2  «Popolazione residente al 31 dicembre 2010» (em italiano). Dato istat
3. 1 2  «Istituto Nazionale di Statistica» 🔗 (em italiano). Statistiche I.Stat